# Drygulec
Drygulec – wieś w Polsce, położona w województwie świętokrzyskim, w powiecie opatowskim, w gminie Wojciechowice.
Drygulec leży na trasie  zielonego szlaku rowerowego im. Witolda Gombrowicza.
W latach 1975–1998 miejscowość administracyjnie należała do województwa tarnobrzeskiego.
Przez miejscowość przebiega droga wojewódzka nr 755.
Znajdował się tu przystanek kolejowy Drygulec na linii kolejowej nr 25 Łódź Kaliska – Dębica.

## Integralne części wsi
| SIMC    | Nazwa      | Rodzaj    |
| ------- | ---------- | --------- |
| 0809871 | Cieszkówka | część wsi |
| 0809888 | Elżbietka  | część wsi |
| 0809894 | Podgajcze  | część wsi |

Znajdują się tu także obiekty fizjograficzne: Chłopskie Pola, Łąki Podworskie i Podworskie Pola.

## Zabytki
Zbiorowa mogiła żołnierzy polskich z 1939 r., wpisana do rejestru zabytków nieruchomych (nr rej.: A.578 z 24.05.1993).